# David Wilkie
David Andrew Wilkie (Colombo, 8 de março de 1954 – 22 de maio de 2024) foi um nadador britânico, especialista no nado peito, e campeão olímpico em 1976.

## Biografia
Nasceu no Sri Lanka, filho de pais escoceses que estavam no país. Foi aluno do Daniel Stewart's College, em Edimburgo, e enquanto estava lá, se juntou ao Warrender Termas Club, um clube de grande prestígio da Escócia. Foi lá que ele começou a desenvolver sua especialização, o nado peito.
Wilkie primeiro chamou a atenção do público quando ganhou o bronze na frente de sua torcida nos Jogos da Commonwealth de 1970 em Edimburgo, nos 200 metros nado peito. Ele usava uma touca para o evento, tornando-se o primeiro nadador de elite a utilizá-la em uma competição importante. Foi o primeiro nadador a usar, em conjunto, óculos de natação e touca, para melhorar o desempenho na água.
Wilkie surpreendeu a muitos quando ganhou a medalha de prata nos 200 metros peito nos Jogos Olímpicos de Munique em 1972. Ele havia adquirido a reputação de evitar o trabalho duro e não estar suficientemente comprometido. No entanto, ficou claro a partir desta performance que ele tinha notável capacidade natural.
Em 1974, nos Jogos da Commonwealth em Christchurch, Nova Zelândia, ganhou a prata nos 100 metros peito, o ouro nos 200 metros peito e mais um ouro nos 200 metros medley.
No entanto, foi depois de vários anos de treinamento intensivo, na Universidade de Miami, que Wilkie teve seu melhor momento. Ele ganhou a medalha de ouro nos 200 metros bruços nos Jogos Olímpicos de Montreal em 1976, com recorde mundial que impediu um domínio total de medalhas de ouro dos Estados Unidos na natação masculina. Mais tarde, ele acrescentou uma medalha de prata nos 100 metros.
Ele foi recordista mundial dos 200 metros peito entre 1973 e 1974, e entre 1976 e 1982.
Morreu em 22 de maio de 2024, aos setenta anos.